# Cantone di Bourg-Lastic
Il Cantone di Bourg-Lastic era una divisione amministrativa dell'arrondissement di Clermont-Ferrand.
È stato soppresso a seguito della riforma complessiva dei cantoni del 2014, che è entrata in vigore con le elezioni dipartimentali del 2015.
Comprendeva i comuni di
- Bourg-Lastic
- Briffons
- Lastic
- Messeix
- Saint-Julien-Puy-Lavèze
- Saint-Sulpice
- Savennes